# Фильмография Жана-Пьера Мельвиля

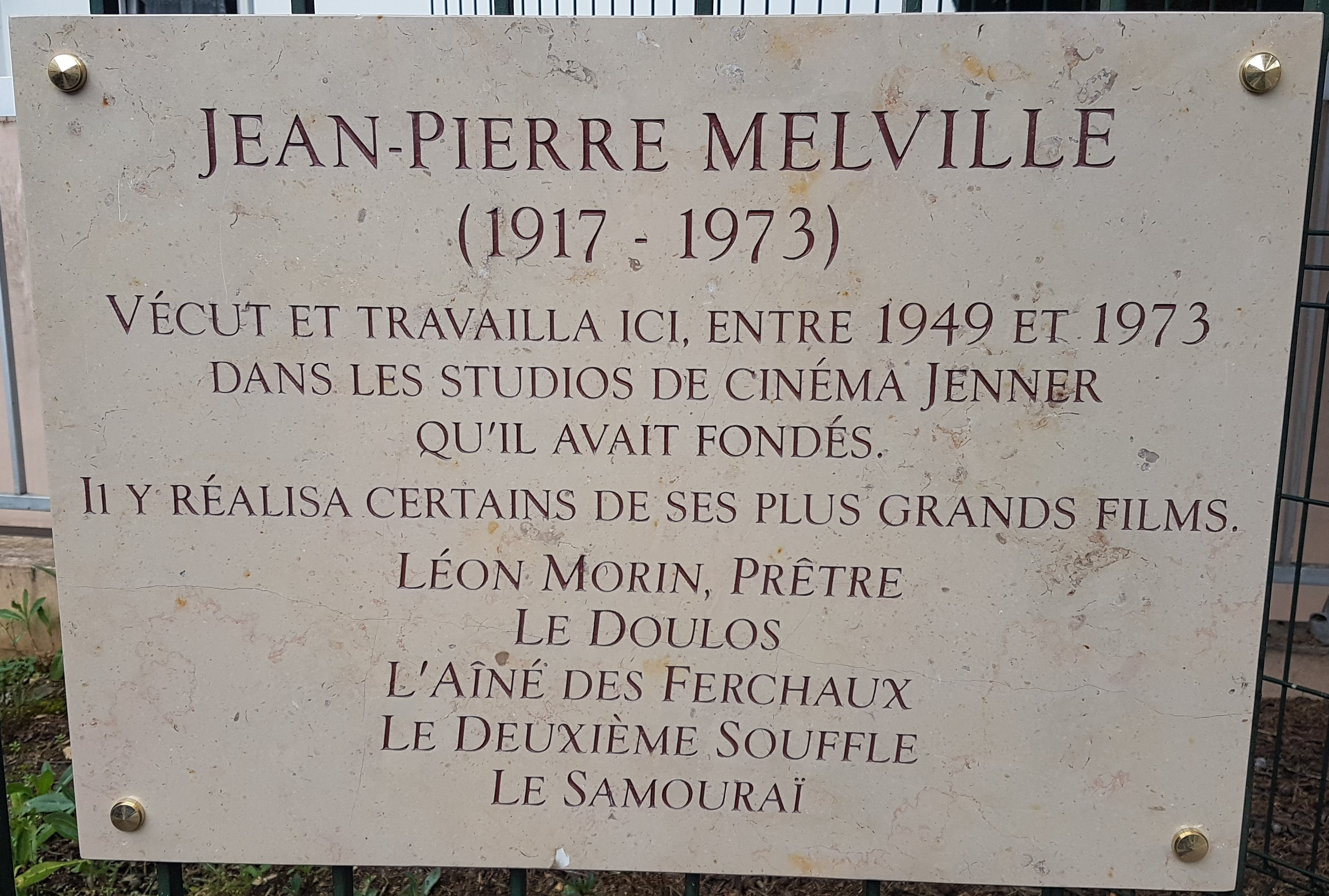
Мемориальная доска на улице, где находилась студия Мельвиля. Париж, улица Женнер

В данном списке представлены фильмы известного французского кинорежиссёра Жана-Пьера Мельвиля, снятые им с 1946 года по 1972 год. Во многих из них он выступал не только режиссёром, но и в других качествах (продюсера, автора сценария, диалогов, а также художника-постановщика, рассказчика, монтажёра, оператора-постановщика). Кроме того, в список включены его актёрские работы, которые он сыграл в фильмах других режиссёров.   

## Обзор творчества
Мельвиль занимает особое место во французском киноискусстве второй половины XX века, не относясь ни к одной из школ, хотя знаком был со многими представителями кинематографического сообщества. Вместе с тем ему удалось создать собственную «киновселенную», насыщенную сугубо индивидуальными персонажами, мотивами и символами. Жан-Пьер Грюмбах родился в Париже в 1917 году в обеспеченной семье, рано увлёкся театром, мюзик-холлом, цирком, а несколько позже кинематографом. В 1924 году, в возрасте шести лет, снял несколько фильмов на рассчитанную на детей камеру «Pathé Baby», но это занятие его разочаровало из-за несовершенства технических возможностей. С помощью каталога и проектора «Pathé Baby» просмотрел множество анонсов фильмов, со временем став увлечённым синефилом и знатоком кино. Многие периоды своей жизни он позже восстанавливал в памяти, возвращаясь к фильмам, которые видел в то время. Первой картиной, которая произвела на него особо сильное впечатление, стала работа режиссёра В. С. Ван Дайка «Белые тени южных морей» (White Shadows ofthe South Seasf; 1928). В возрасте 12 лет Жану-Пьеру подарили 16-мм кинокамеру, ставшую предметом его нового интереса. Страстное увлечение кино произошло после появления в нём звука. Ещё в детские годы решил стать режиссёром, причём в 1930-е годы неизменно придерживался этого решения. Особое впечатление произвёл на него фильм Фрэнка Ллойда «Кавалькада» (1933), утвердивший его в намерении связать свою судьбу с кинематографом.   
Некоторое время, в 1930-е годы, Мельвиль в пору своей юности был близок к парижским криминальным кругам, хорошо знал эту среду, что нашло отражение в его последующем творчестве. В 1937 году был призван в ряды французской армии. Участвовал во Второй мировой войне, вместе со своим подразделением был окружён в Бельгии, но избежал плена, эвакуировавшись через Испанию в Великобританию. В Лондоне пересмотрел множество фильмов. Так, как характерный факт часто отмечается, что в 1943 году использовал недельное увольнение с целью просмотра почти трёх десятков фильмов. Вернувшись во Францию вступил в ряды движения Сопротивления. Принимал участие в нескольких сражениях, в том числе в Южно-французской операции. Полученный военный опыт и впечатления тех лет нашли отражение в ряде его позднейших фильмов. Во время войны принял псевдоним «Мельвиль» как дань любимому писателю Герману Мелвиллу (наряду с Джеком Лондоном) и затем сохранил его в качестве артистического, не захотев с ним расставаться, в том числе потому что он был закреплён во множестве армейских документов. Демобилизовавшись и вернувшись с фронта в Париж в 1946 году, подал заявку в профсоюз кино на получение лицензии ассистента режиссёра; получив отказ по формальным причинам, решил ставить фильмы своими средствами, для чего основал собственную компанию. В 1946 году снял свой первый фильм — «Двадцать четыре часа из жизни клоуна», ставший не только единственным документальным, но и единственным короткометражным в его творческом наследии. Вынужденный на начальном периоде своего творческого пути экономить, применял различные эксперименты с оптикой и плёнкой, в области монтажа, работал в документальной стилистике, снимал на натуре, ещё до того как это стало распространённым явлением во французском кино. В 1947 году впервые обратился к экранизации, сняв одноимённый фильм по культовому Веркора роману времён немецкой оккупации «Молчание моря», вышедший на экраны в 1949 году и имевший успех у публики. С этого времени использование в своих картинах литературных произведений стало одной из характерных черт режиссёра. Впечатлённый этой работой писатель и режиссёр Жан Кокто пригласил Мельвиля сняться в эпизодической роли в своём фильме «Орфей», а также предложил ему экранизировать роман «Трудные дети».   
В 1955 году Мельвиль поставил свой первый фильм по написанному лично сценарию «Боб прожигатель жизни», задумывавшийся им как криминальный фильм о представителях предвоенных парижских криминальных кругов, но получившийся, по его словам, «весёлым». Сам автор неоднократно характеризовал его как «комедию нравов».  
Наиболее известен как автор жанровых полицейских и криминальных фильмов, отмеченных влиянием американской кинопродукции. Несмотря на уважение со стороны многих крупных кинематографистов, подвергался критике за стремление угодить публике, частые криминальные сюжеты, нередкое участие актёров-звёзд (Лино Вентура, Симона Синьоре, Ален Делон, Бурвиль, Ив Монтан, Катрин Денёв) и кассовый успех. За любовь к голливудскому жанровому кино (нуар, криминальные драмы) получил прозвище «американец в Париже», за техническую изощрённость его признавали виртуозным мастером, причисляли к предшественникам «французской новой волны», называли «постановщиком кассовых боевиков и философских киноэссе», «ремесленником», «статуей Командора французского кино». Сам себя Мельвиль характеризовал как «крайнего индивидуалиста» и «анархиста правого крыла», хотя обладал широтой взглядов. Чтобы сохранить независимость от диктата продюсеров, предпочитал работать на собственной studios Jenner на парижской улице Женнер, 25 bis в XIII округе. На ней было поставлено семь его фильмов: «Трудные дети», «Боб — прожигатель жизни», «Леон Морен, священник», «Стукач», «Старший Фершо», «Второе дыхание», «Самурай». В 1967 году студия сгорела, а после смерти владельца в 1973 году прекратила свою деятельность.       
В 1960-е годы Мельвиль критикует коллег за эксперимент ради эксперимента, непрофессионализм, в частности представителей новой волны, которые, несмотря на нередкие контакты, в целом отрицательно отзывались о его творчестве. По словам российского киноведа Георгия Дарахвелидзе, в этот период: «Его собственные поиски проходят в области классических жанровых форм, он цитирует голливудское кино и предпочитает условность павильонов натурной съёмке, его фильмы привлекают ведущих французских актёров и собирают полные залы в крупнейших кинотеатрах». Ещё при жизни о нём писали такие видные критики и кинематографисты как Андре Базен, Франсуа Трюффо, Жак Риветт, Жиль Жакоб, Бертран Тавернье и другие. Дарахвелидзе образно сравнивал отношение к творчеству Мельвиля с «маятником», который «долгое время качался между отметками auteur и amateur, и амплитуда каждого из колебаний напрямую определялась извилистыми отношениями дружбы-ненависти между режиссёром и влиятельными критиками из Cahiers du cinéma: от признания Мельвиля отцом „новой волны“ до категорической антипатии — и обратно». 
Свидетельством признания значения режиссёра стал выход в 1964 году первой посвящённой ему монографии — ей стала работа Жана Вагнера «Жан-Пьер Мельвиль». В 1973 году была опубликована книга-диалог Рюи Ногейры «Кинематограф по Мельвилю», основанная на тех же принципах, что и работа Трюффо об Альфреде Хичкоке. В 1983 году была проведена частичная ретроспектива фильмов режиссёра в Лондоне. В том же году была издана книга Жака Циммера и Шанталь де Бешад «Жан-Пьер Мельвиль». В 1994-м году во Флоренции состоялся ещё один показ его работ. В ноябре 1996 года «нововолновский» журнал «Cahiers du cinema», на страницах которого ранее неоднократно критиковался Мельвиль, посвятил целый номер его творчеству. О любви к его творчеству заявляли такие крупные режиссёры как Джон Ву, Квентин Тарантино, а отсылки к его творчеству содержатся в ряде фильмов кинематографистов из разных стран. Кроме того, было снято несколько ремейков, а также адаптированы сюжеты, на основе которых французский мастер снял свои картины. Значительной вехой в изучении его творчества стал выход в 2003 году монографии киноведа Жинетт Венсандо «Американец в Париже», опубликованной издательством Британского института кино: она стала первой крупной англоязычной историко-теоретической работой в этой области. В 2006 году появилась первая русскоязычная книга-исследование «Жан-Пьер Мельвиль. Короткие встречи в красном круге», её автором стал Дарахвелидзе.     
За исключением «Когда ты прочтёшь это письмо», одного из самых малоизвестных своих фильмов, во всех остальных Мельвиль принимал участие в качестве сценариста, автора диалогов, а во многих был продюсером. Он также участвовал в нескольких фильмах знакомых режиссёров, где сыграл в эпизодических ролях. Наибольшей известностью пользуется роль в культовом фильм Жана-Люка Годара «На последнем дыхании» (1960), где он исполнил роль румынского писателя Парвулеску, у которого берёт интервью главная героиня. Мельвиль умер 2 августа 1973 года в Париже от сердечного приступа, когда обсуждал со своим другом, режиссёром Филиппом Лабро свой новый сценарий к запланированному фильму «Контрольный допрос» (Contre-enquête).

## Фильмография

### Режиссёр
| Год  | Фильм                                                                           | Произ- водство | Язык                    | Примечание                                                                                         | Длитель- ность |
| ---- | ------------------------------------------------------------------------------- | -------------- | ----------------------- | -------------------------------------------------------------------------------------------------- | -------------- |
| 1946 | Двадцать четыре часа из жизни клоуна (Vingt-quatre heures de la vie d’un clown) | Флаг Франции   | Французский             | Также автор сценария, рассказчик                                                                   | 22 мин.        |
| 1949 | Молчание моря (Le silence de la mer)                                            | Флаг Франции   | Французский             | Также продюсер, автор сценария, монтажёр                                                           | 87 мин.        |
| 1950 | Трудные дети, Ужасные дети (Les enfants terribles)                              | Флаг Франции   | Французский             | Также продюсер, автор сценария, художник-постановщик                                               | 107 мин.       |
| 1953 | Когда ты прочтёшь это письмо (Quand tu liras cette lettre)                      | Флаг Франции   | Французский             | Также продюсер                                                                                     | 104 мин.       |
| 1955 | Боб — прожигатель жизни, Боб-прожигатель (Bob le flambeur)                      | Флаг Франции   | Французский             | Также продюсер, автор сценария                                                                     | 100 мин.       |
| 1959 | Двое на Манхэттене, Двое в Манхэттэне (Deux hommes dans Manhattan)              | Флаг Франции   | Французский, английский | Также продюсер, автор сценария, оператор-постановщик нью-йоркских сцен (совместно с Николя Айером) | 84 мин.        |
| 1961 | Леон Морен, священник (Léon Morin, prêtre)                                      | Флаг Франции   | Французский             | Также автор сценария                                                                               | 128 мин.       |
| 1962 | Стукач, Доносчик (Le doulos)                                                    | Флаг Франции   | Французский             | Также автор сценария                                                                               | 108 мин.       |
| 1963 | Старший Фершо, Фершо-старший (L’aîné des Ferchaux)                              | Флаг Франции   | Французский             | Также автор сценария и диалогов                                                                    | 102 мин.       |
| 1966 | Второе дыхание (Le deuxième souffle)                                            | Флаг Франции   | Французский             | Также автор сценария и диалогов                                                                    | 150 мин.       |
| 1967 | Самурай (Le samouraï)                                                           | Флаг Франции   | Французский             | Также автор сценария                                                                               | 95 мин.        |
| 1969 | Армия теней (L’armée des ombres)                                                | Флаг Франции   | Французский             | Также автор сценария                                                                               | 140 мин.       |
| 1970 | Красный круг (Le cercle rouge)                                                  | Флаг Франции   | Французский             | Также автор сценария                                                                               | 140 мин.       |
| 1972 | Полицейский, Шпик (Un flic)                                                     | Флаг Франции   | Французский             | Также автор сценария                                                                               | 105 мин.       |

### Актёр
| Год  | Фильм                                                  | Режиссёр          | Страна       | Роль Мельвиля       |
| ---- | ------------------------------------------------------ | ----------------- | ------------ | ------------------- |
| 1948 | Драмы Булонского леса (Les drames du bois de Boulogne) | Жак Лоэв          | Флаг Франции |                     |
| 1950 | Орфей (Orphée)                                         | Жан Кокто         | Флаг Франции | Директор гостиницы  |
| 1957 | Карманная любовь (Un amour de poche)                   | Пьер Каст         | Флаг Франции | Комиссар полиции    |
| 1959 | Двое на Манхэттене (Deux hommes dans Manhattan)        | Жан-Пьер Мельвиль | Флаг Франции | Комиссар полиции    |
| 1960 | На последнем дыхании (À bout de souffle)               | Жан-Люк Годар     | Флаг Франции | Писатель Парвулеску |
| 1963 | Ландрю (Landru)                                        | Клод Шаброль      | Флаг Франции | Жорж Мандель        |

### Комментарии
1. ↑  Первоначальное (рабочее) название — «Ночь над городом»[58].
2. ↑  Российский киновед Михаил Трофименков указывал, что адекватным русскоязычным названием фильма можно признать «Мент»[59]. В то же время Георгий Дарахвелидзе не совсем согласен с такой позицией, так как слово «мент» имеет ряд сугубо российских специфических значений. В качестве «идеального» варианта он предложил передавать название по аналогии с американским «копом», буквально — «Флик», жаргонным прозвищем полицейских во Франции[60].
3. ↑  В титрах фильма роль Мельвиля представлена определением «при 
дружеском участии»[64].